# Комер, Леон
Леон Франсуа Комер (фр. Léon François Comerre; 10 октября 1850, Трелон — 20 февраля 1916, Ле-Везине) — французский художник-портретист, лауреат Римской премии художникам.

## Биография
Леон Комер родился в Трелоне в семье школьного учителя. В 1853 году семья переехала в Лилль. С раннего возраста Леон Комер интересовался искусством. Его учителем в Школе изящных искусств Лилля стал Альфонс Кола. Получив золотую медаль школы, он получил возможность стать студентом Национальной высшей школы изящных искусств, там его наставником стал Александр Кабанель. Во время обучения Комер увлёкся ориентализмом.
В 1871 году Комер впервые выставил свою работу на Парижском салоне, а в 1875 и 1881 годах стал лауреатом его наград. В 1875 году он получил Римскую премию художникам за картину «L’Ange annonçant aux bergers la naissance du Christ» (Ангел возвещает о рождении Христа пастухам) и стипендию на обучение во Французской академии в Риме с января 1876 по декабрь 1879 года. В 1879 году он получил награду на Всемирной выставке в Антверпене. В 1903 году Леон Комер стал кавалером Ордена Почётного легиона.
Картины Леона Комера выставлялись в Королевской академии художеств, Королевском сообществе художников-портретистов, институте изящных искусств в Глазго.
В 1884 году Леон Комер переехал в Ле-Везине, где проживал до своей смерти в 1916 году. Художник был похоронен на кладбище Пер-Лашез.
Леон Комер был женат на художнице Жаклин Комер-Патон, его племянник — художник и теоретик кубизма Альбер Глез.

## Избранные полотна

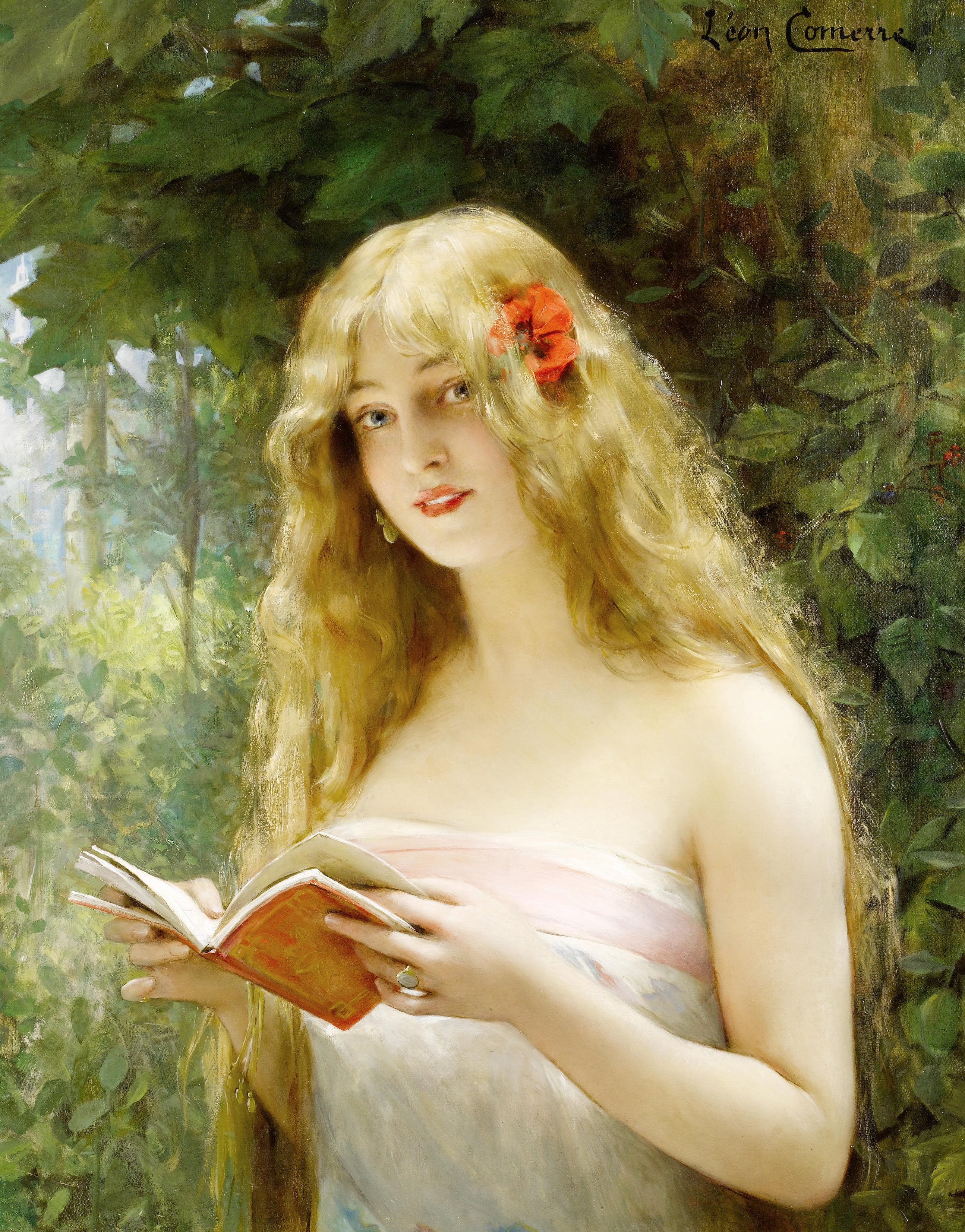
Прелестная читательница
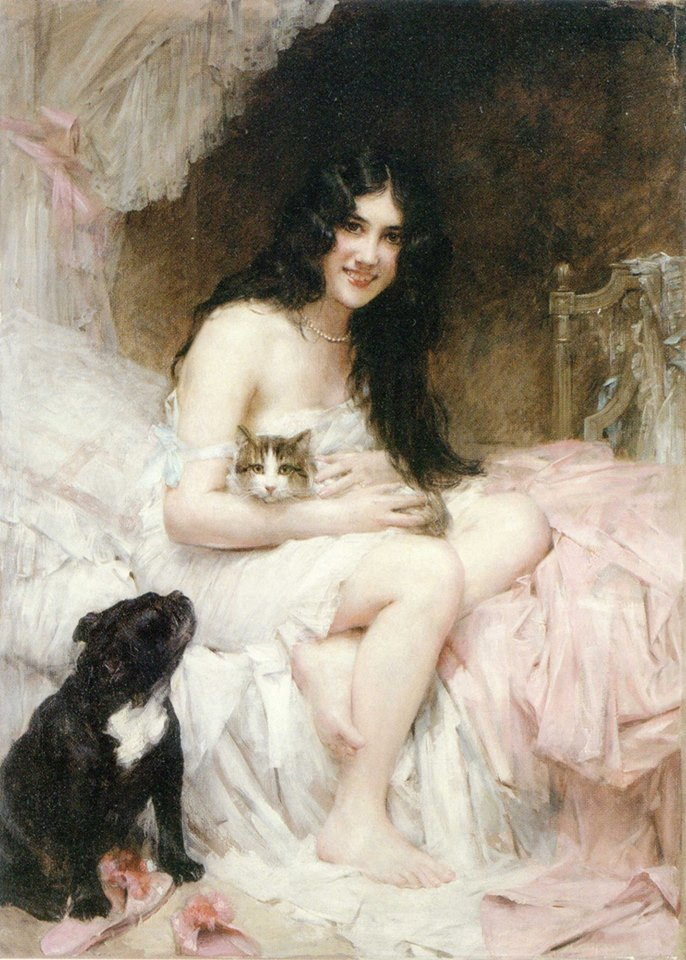
Ласка
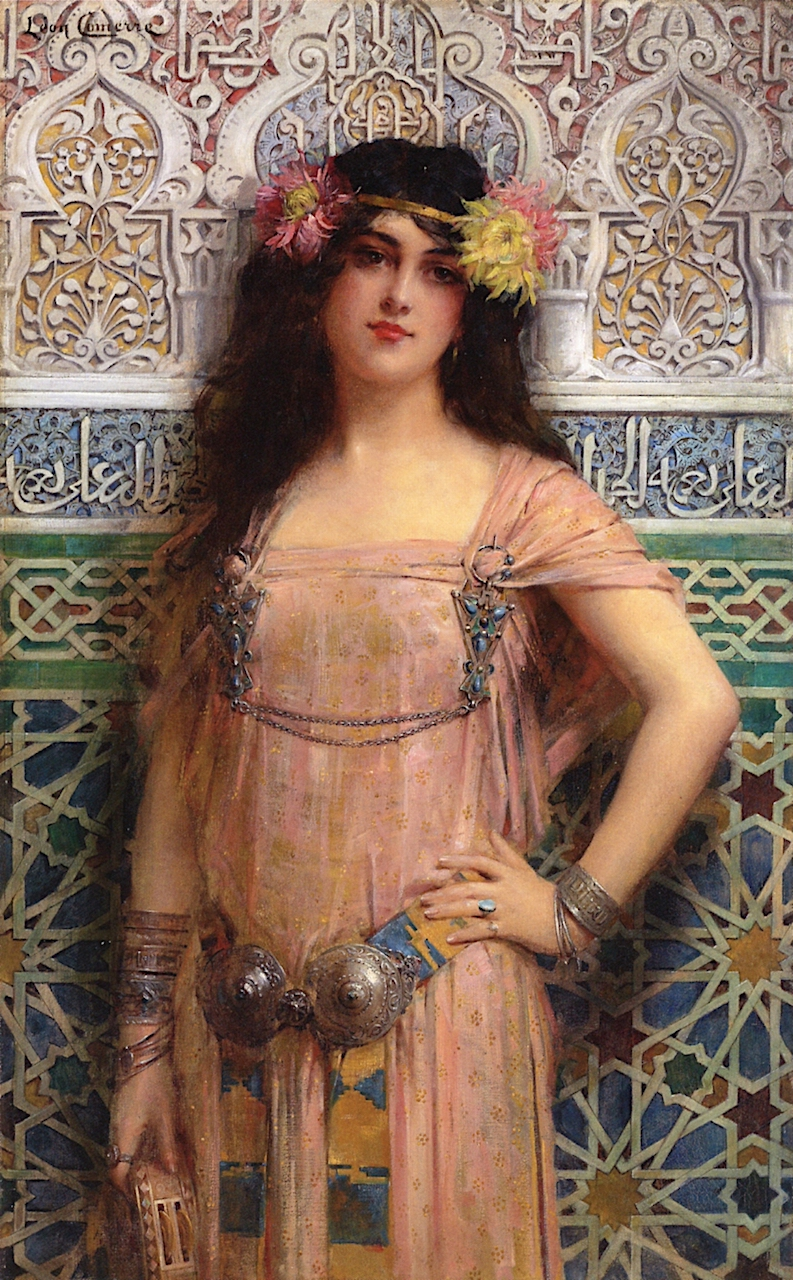
Фаворитка
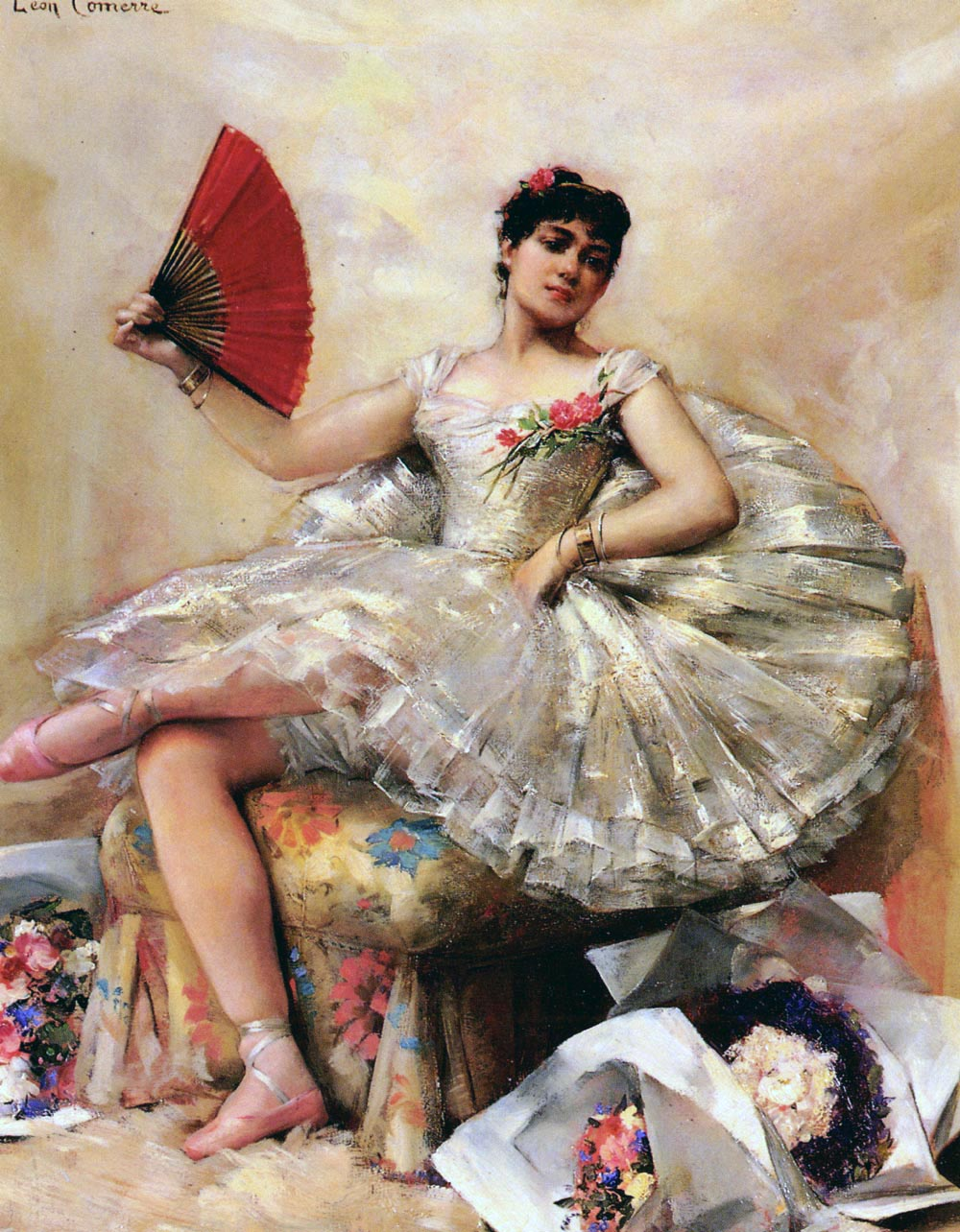
Портрет балерины Розиты Маури
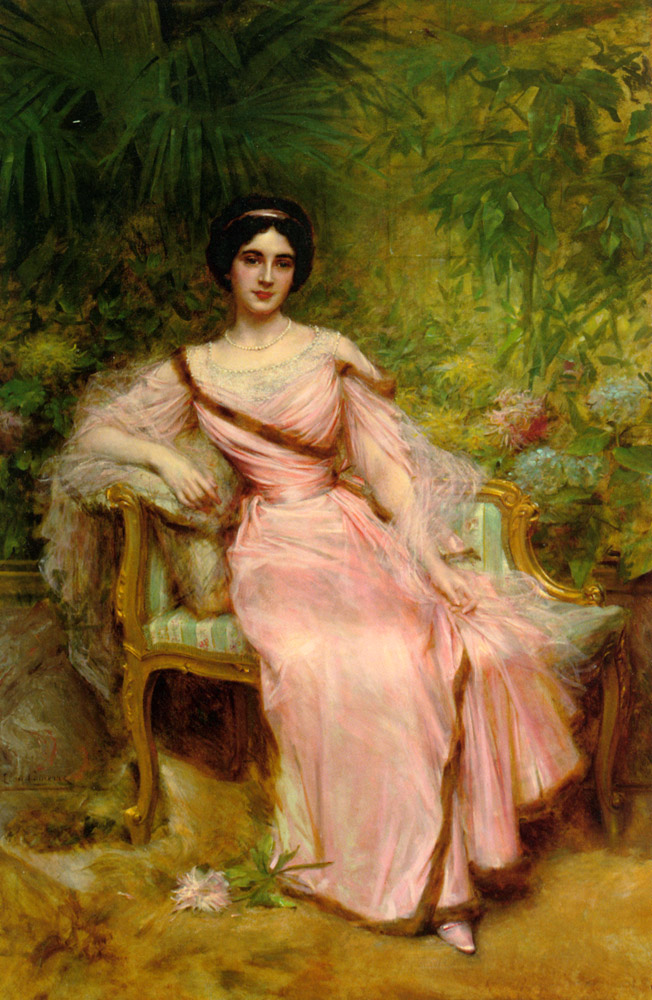
Портрет Сюзанны Юдело
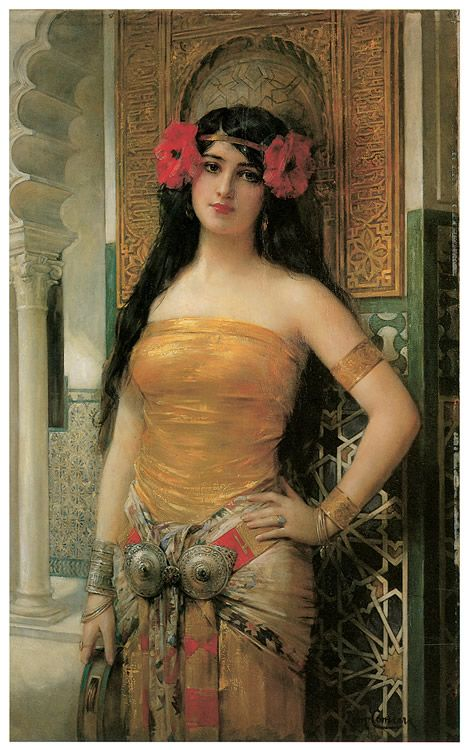
Одалиска